# گونگمانگ بونگ (گیونگی)
گونگمانگ بونگ (به لاتین: Gungmangbong) یک کوه در کره جنوبی است که در کره جنوبی واقع شده‌است. گونگمانگ بونگ ۱٬۱۶۸ متر بالاتر از سطح دریا واقع شده‌است.